# João Brazil
João Brazil, tendo como nome de batismo João Pereira da Silva (Nova Friburgo, 12 de fevereiro de 1874 — Niterói, 6 de maio de 1940), foi um destacado educador brasileiro que também desenvolveu atividades como banqueiro, jornalista e proprietário de emissora de rádio.

## Biografia
Filho do casal Clara Maria da Conceição do Nascimento e Desidério de Oliveira. Na sua juventude, João Brazil, ainda conhecido como João Pereira da Silva, fez seus estudos primários em Macuco, localidade então subordinada ao município de Cantagalo; ainda nessa época, João Brazil ajudava no orçamento familiar trabalhando como mascate.
Aos 15 anos de idade começou a lecionar, mesmo tendo apenas o curso primário. Constrói sua primeira escola, o Colégio Nossa Senhora da Conceição, onde lecionava para os funcionários da Fazenda Maravilha. Em 1893 se transferiu para o município de São Francisco de Paula, atual Trajano de Moraes; pois foi contratado para lecionar na Fazenda Providência, propriedade do coronel Alfredo de Morais.
Em 1894 é nomeado professor público em Lumiar, localidade do município de Nova Friburgo, onde ficaria até o ano de 1898.
João Brazil se casa com Magnólia Brazil no ano de 1900 e, auxiliado por sua esposa, cria em 1902 o Colégio Brasil na localidade de Estrada Nova, município de Itaocara. Em 1909 transfere seu colégio de Itaocara para a cidade de Cordeiro, onde nesta cidade ainda fundaria um banco e um jornal.
Ainda em 1909 troca o seu nome de batismo - João Pereira da Silva -, passando a se chamar como João Brazil; a razão para tal mudança seria a má fama de uma outra pessoa também chamada João Pereira da Silva, homônimo este que então residia na cidade de Nova Friburgo.
Em 1914 João Brazil muda-se com a família para a cidade de Niterói, então capital do estado do Rio de Janeiro; indo residir na localidade do Cubango, na Rua Noronha Torrezão, n°682, em uma chácara pertencente a João Rodrigues Serrão. Na mesma ocasião transfere o seu Colégio Brasil para Niterói.
Em meados da década de 1920 Cantidiano Rosa, então prefeito de Niterói, cede a João Brazil o palacete no bairro do Fonseca que pertenceu à Constantino Pereira de Barros, o Barão de São João de Icaraí, para que nele fosse fundado o Colégio Brasil, anteriormente no palacete funcionava o asilo da Velhice Desamparada. Inicialmente o colégio funcionava apenas para o sexo masculino, como internato e externato; somente na década de 1930 o colégio permitiu estudantes do sexo feminino.
Se transformando numa referência em ensino na cidade de Niterói e no estado do Rio de Janeiro, o Colégio Brasil educou diversas personalidades importantes no cenário nacional. Passaram pelo Colégio Brasil cineastas, educadores, políticos, militares e músicos; dentre eles Roberto Carlos, Sérgio Mendes, Marília Medalha, Thereza Tinoco, o maestro Eduardo Lages, o diretor de televisão Moacyr Deriquém e o cineasta Walter Lima Junior.
João Brazil ainda fundou o Colégio Guanabara em 1931 e, em 1932, o jornal “O Estudante”, periódico dos alunos do Colégio Brasil. Fez parte da sociedade que reorganizou o Conservatório de Música de Niterói e da comissão que no ano seguinte reformou a matriz de São Lourenço.
Junto com Noronha Santos, Eduardo Luiz Gomes e João Evangelista da Costa, o professor João Brazil cria em Niterói a Rádio Sociedade Fluminense, funda em outubro de 1935.
Em 1936 João Brazil candidatou-se a vereador por Niterói, mas não foi eleito.
Apesar de falecer no ano de 1940, o Colégio Brasil ainda funcionou até 1985, quase meio século após a morte de João Brasil, seu criador.

## Homenagens
João Brazil recebeu diversas homenagens tais como:
- A designação de Escola Municipal João Brazil, no morro do Castro, na cidade de Niterói;
- A denominação da Avenida Professor João Brasil, uma das principais vias da cidade de Niterói;
- A denominação da Praça Professor João Brasil, na cidade de Macuco;
- A designação de Colégio Estadual Professor João Brasil, na localidade de São José do Ribeirão, no município de Bom Jardim.
- É patrono da cadeira 21 da Academia Itaocarense de Letras; da cidade de Itaocara.